# خیارماهی
خیارماهی (نام علمی: Paraulopus) نام یک سرده از راسته لوله‌سانان است.